# James Hillhouse
James Hillhouse (Montville, 1754. október 20. – New Haven, 1832. december 29.) az Amerikai Egyesült Államok szenátora (Connecticut, 1796–1810).